# Makar Sarkysjan
Makar Sarkysjan (ur. 20 lutego 1987 w Erywaniu) – ormiański wioślarz.

## Osiągnięcia
- Mistrzostwa Świata – Mediolan 2003 – dwójka podwójna wagi lekkiej – 28. miejsce[1].
- Mistrzostwa Świata Juniorów – Brandenburg 2005 – jedynka – brak[1][2].
- Mistrzostwa Świata U-23 – Amsterdam 2005 – jedynka wagi lekkiej – 4. miejsce (w eliminacjach)[1].
- Mistrzostwa Świata – Eton 2006 – jedynka wagi lekkiej – 23. miejsce[1].
- Mistrzostwa Świata – Monachium 2007 – jedynka wagi lekkiej – brak[1][2].
- Mistrzostwa Świata U-23 – Glasgow 2007 – dwójka podwójna wagi lekkiej – 17. miejsce[1].
- Mistrzostwa Świata – Linz 2008 – jedynka wagi lekkiej – 24. miejsce[1].
- Mistrzostwa Świata U-23 – Račice 2009 – jedynka wagi lekkiej – 30. miejsce[1].
- Mistrzostwa Europy – Brześć 2009 – dwójka podwójna wagi lekkiej – 15. miejsce[1].
- Mistrzostwa Europy – Montemor-o-Velho 2010 – dwójka podwójna wagi lekkiej – 20. miejsce[1].